# Буй (приток на Кама)
Буй (на руски: Буй; на башкирски: Беүә) е река в Пермски край, Република Башкортостан и Република Удмуртия на Русия, ляв приток на Кама (ляв приток на Волга). Дължина 228 km. Площ на водосборния басейн 6530 km².
Река Буй води началото си от Тулвинското възвишение, на 219 m н.в., в крайната югозападна част на Пермски край. Тече предимно в широка и плитка долина през западната част на възвишението, основно в западно направление, като силно меандрира. Североизточно от град Янаул навлиза в Република Башкортостан, пресича крайния северозападен ъгъл на републиката, а след село Амзя преминава на територията на Република Удмуртия, където се влива отляво в река Кама, при нейния 240 km, на 58 m н.в., на 6 km южно от град Камбарка, в крайната югоизточната част на Република Удмуртия. Основен приток Пиз (151 km, десен). Има смесено подхранване с преобладаване на снежното с ясно изразено пролетно пълноводие в края на април и началото на май. Среден годишен отток в средното течение, при село Чишми 24,3 m³/s. На територията на Република Башкортостан, при село Карманово е изградено Кармановското водохранилище. По течението ѝ са разположени около 20 населени места, в т.ч. районният център село Куеда в Пермски край, град Янаул и селата Карманово и Амзя в Република Башкортостан,.